# Catostemma digitata
Catostemma digitata är en malvaväxtart som beskrevs av J.D. Shepherd och W.S. Alverson. Catostemma digitata ingår i släktet Catostemma och familjen malvaväxter. Inga underarter finns listade i Catalogue of Life.